# 菲利普·尼坎特罗夫
菲利普·尼坎特罗夫 （俄语：Филипп Валерьевич Никандров；英语：Philipp Nikandrov；1968年—），俄罗斯建筑师，生于圣彼得堡（列宁格勒），擅长大型、综合、高技建筑和城市规划。
他被人熟知的建筑项目有：位于莫斯科國際商中心的進化塔 （Evolution Tower），拉赫塔中心 （Lakhta-Center），目前是欧洲第一高摩天大楼。

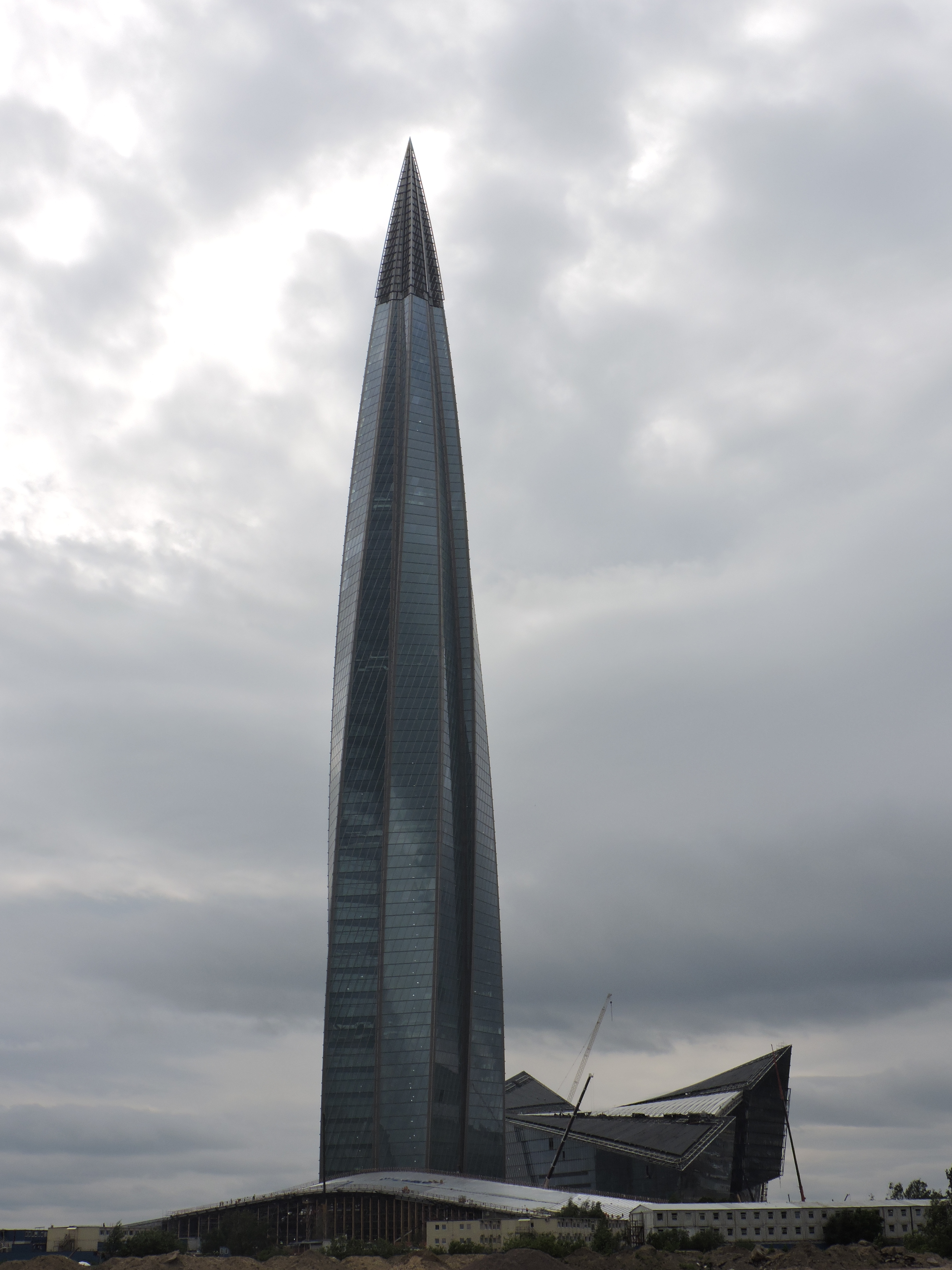
拉赫塔中心